# Музей трамваев и автобусов города Люксембурга
Музей трамваев и автобусов города Люксембурга (фр. Musée des tramways et de bus de la ville de Luxembourg ) посвящён истории общественного транспорта этого города со времён конки и до наших дней. Музей расположен в современном здании на территории автобусного парка по адресу 63, rue de Boullion.

## История
Хотя для широкой публики музей открылся только в 1991 году, основы его коллекции были заложены ещё в начале шестидесятых годов, когда транспортники Люксембурга начали собирать артефакты, связанные с историей общественного транспорта этого города. В это же время в мастерских городского транспортного предприятия Люксембурга были изготовлены модели исторических трамваев в масштабе 1:8. Эти модели демонстрировались на выставках, посвящённых тысячелетнему юбилею города (1963 год) и закрытию городской трамвайной системы (1964 год). 27 марта 1991 года музей открылся для широкой публики.

## Коллекция
В коллекции музея — четыре подлинных трамвайных вагона (два моторных и два прицепных), современная реплика вагона конки, два автобуса и служебный автомобиль-вышка для обслуживания контактной сети. Помимо этих натурных экспонатов коллекция музея включает 22 модели трамваев и автобусов в масштабе 1:8, многочисленные артефакты (форма работников общественного транспорта, проездные билеты и т. п.) и документы и около восьми тысяч фотографий.